# جان بولسين
جان بولسين (بالدنماركية: Jan Paulsen)‏ هو لاعب كرة الريشة دنماركي، ولد في 12 فبراير 1967 في آلبورغ في الدنمارك.

## وصلات خارجية
- جان بولسن على موقع BWF.tournamentsoftware.com (الإنجليزية)
- جان بولسن على موقع BWFbadminton.com (الإنجليزية)
- جان بولسن على موقع اللجنة الأولمبية الدولية (الإنجليزية)
- جان بولسن على موقع أوليمبيديا (الإنجليزية)